# Andrew Brunson
Andrew C. Brunson (sinh năm 1966) là một tù nhân người Mỹ ở Thổ Nhĩ Kỳ, bị bắt vào tháng 10 năm 2016 vì các hoạt động 'Kitô giáo hoá' trong các cuộc thanh trừng xảy ra sau cuộc đảo chính Thổ Nhĩ Kỳ năm 2016, giam cầm hàng chục nghìn nhân viên quân sự Thổ Nhĩ Kỳ, công chức, nhà giáo dục, học giả, nhà bất đồng chính kiến và nhà báo. Brunson là một mục sư Tin Lành của Giáo hội Phục Sinh Izmir, một nhà thờ Tin Lành nhỏ với khoảng 25 giáo dân.
Ngày 26 tháng 7 năm 2018, Phó Tổng thống Mỹ Pence kêu gọi Tổng thống Thổ Nhĩ Kỳ Erdogan thả Brunson hoặc sẽ phải đối mặt với các lệnh trừng phạt nghiêm trọng.
Vào ngày 26 tháng 7 năm 2018, Tổng thống Mỹ Trump viết tweet rằng, Hoa Kỳ sẽ áp đặt các biện pháp trừng phạt kinh tế lớn lên Thổ Nhĩ Kỳ ] 